# Nicolò Zaniolo
Nicolò Zaniolo (Massa, Toscana, 2 de julio de 1999) es un futbolista italiano. Juega de centrocampista y su equipo es el Galatasaray S. K. de la Superliga de Turquía.

## Trayectoria

### Inicios
Zaniolo comenzó su carrera en las inferiores de la ACF Fiorentina. Durante la ventana de transferencias de 2016 fue liberado por la Fiorentina y se uniría al Virtus Entella. Luego de jugar por unos meses en la Entella Primavera, Zaniolo debutó profesionalmente en la Serie B el 11 de marzo de 2017, a los 17 años, en la victoria por 3-2 al Benevento. Registró siete encuentros jugados con el elenco Biancocelesti en la temporada 2016-17.
El 5 de julio de 2017 el Inter de Milán anunció su contratación, en un fichaje reportado de €1.8 millones, más €1.7 millones en bonos. Jugó con las inferiores del club en la temporada 2017-18, donde fue el goleador del equipo con 13 goles y ganó el campeonato sub-19 de Italia.
Zaniolo jugó un amistoso de pretemporada con el Inter el 9 de julio de 2017, sin embargo no debutó competitivamente con el primer equipo.

### Roma
En junio de 2018 Zaniolo y Davide Santon se unieron a la A. S. Roma como parte del traspaso de Radja Nainggolan al Inter. Firmó un contrato por cinco años con el club, en un fichaje de €4.5 millones. Debutó en la Roma el 19 de septiembre en la Liga de Campeones de la UEFA, en la derrota 3-0 ante el Real Madrid en el Santiago Bernabéu. Debutó en la Serie A el 26 de septiembre de 2018, a los 19 años, en la victoria 4-0 en casa al Frosinone. Anotó su primer gol en la Serie A el 26 de diciembre, en la victoria 3-1 sobre el Sassuolo. Anotó su tercer gol para la Roma el 3 de febrero del año siguiente, el que fue el gol del empate 1-1 ante el A. C. Milan. Con este gol Zaniolo fue el jugador más joven en anotar tres goles en la Serie A desde Francesco Totti. El 12 de febrero durante el encuentro contra el F. C. Porto de la Liga de Campeones de la UEFA, Zaniolo se convirtió en el jugador italiano más joven en anotar dos goles en un solo encuentro en la competición, cuando anotó ambos tantos en la victoria de la Roma por 2-1.
En enero de 2020 sufrió una lesión en el ligamento cruzado anterior de la rodilla que le hacía perderse lo que quedaba de temporada. Sin embargo, regresó en julio antes de su finalización después de que esta se alargara por el COVID-19. Antes de iniciar la siguiente, la 2020-21, volvió a sufrir la misma lesión con la selección italiana, no pudiendo jugar durante toda la campaña y perdiéndose la Eurocopa 2020.
Volvió a jugar en el curso 2021-22 una vez ya recuperado de esta segunda lesión, y el 14 de abril de 2022 marcó un triplete en el partido de vuelta de los cuartos de final de la Liga Europa Conferencia de la UEFA ante el F. K. Bodø/Glimt que lideró la remontada de la eliminatoria y la clasificación para las semifinales. Además, con estos tres tantos se convirtió en el primer jugador del club en marcar tal cantidad de goles en un encuentro de competición europea desde Francesco Totti en 2009. El equipo llegó a la final del torneo y suyo fue el único gol del partido que dio a la A. S. Roma su primer título europeo desde 1961.

### Galatasaray S. K.
Tras cinco años en los que marcó 24 tantos en 128 partidos, dejó el equipo romano el 8 de febrero de 2023 después de ser traspasado al Galatasaray S. K. Hizo su debut el 11 de marzo y tardó doce minutos en conseguir su primer gol que sirvió para derrotar al Kasımpaşa S. K. Ganaron la Superliga y en la última jornada anotó un doblete en el triunfo por tres a cero sobre el Fenerbahçe S. K.

#### Cesiones
El 18 de agosto de 2023 se convirtió en refuerzo del Aston Villa F. C., a préstamo, para la temporada 2023-24. El precio de la operación fue de cinco millones de euros, más 1.375 millones en variables, y una opción de compra, obligatoria si se cumplían determinados objetivos, de 22.5 millones más otros 15.5 en variables. No se cumplieron dichos objetivos y la opción de compra no fue ejercida, por lo que en julio de 2024 regresó a Italia para jugar, también como cedido, en el Atalanta B. C. Esta segunda cesión finalizó en febrero para volver a la ACF Fiorentina lo que restaba de campaña a cambio de 3.2 millones de euros y una opción de compra, obligatoria en función de determinadas condiciones, de 15.5 millones.

## Selección nacional
Con Italia sub-19 jugó el Campeonato Europeo de la UEFA Sub-19 2018, donde Italia llegó a la final del certamen, perdiendo 4-3 en la final ante Portugal.
Fue llamado a la selección de Italia por Roberto Mancini el 1 de septiembre de 2018, para los encuentros ante Polonia y Portugal de la Liga de las Naciones de la UEFA.
Debutó con Italia sub-21 el 11 de octubre de 2018, en un amistoso contra Bélgica, donde perdieron por la mínima.
El 23 de marzo de 2019 hizo su debut con la absoluta de Italia en la victoria por 2 a 0 ante Finlandia en un partido de clasificación para la Eurocopa 2020.

## Vida personal
Es hijo de Igor Zaniolo, futbolista profesional que jugó de delantero en la Serie B y la Serie C, su padre en una entrevista comparó a su hijo en características con Javier Pastore.

## Estadísticas

### Clubes
Actualizado al último partido disputado el 15 de agosto de 2025.
| Club                         | Div.          | Temporada     | Liga  | Liga  | Copas nacionales | Copas nacionales | Copas internacionales | Copas internacionales | Total | Total |
| Club                         | Div.          | Temporada     | Part. | Goles | Part.            | Goles            | Part.                 | Goles                 | Part. | Goles |
| ---------------------------- | ------------- | ------------- | ----- | ----- | ---------------- | ---------------- | --------------------- | --------------------- | ----- | ----- |
| Virtus Entella · Italia      | 2.ª           | 2016-17       | 7     | 0     | 0                | 0                | —                     | —                     | 7     | 0     |
| Virtus Entella · Italia      | Total club    | Total club    | 7     | 0     | 0                | 0                | —                     | —                     | 7     | 0     |
| Inter de Milán · Italia      | 1.ª           | 2017-18       | 0     | 0     | 0                | 0                | —                     | —                     | 0     | 0     |
| Inter de Milán · Italia      | Total club    | Total club    | 0     | 0     | 0                | 0                | —                     | —                     | 0     | 0     |
| A. S. Roma · Italia          | 1.ª           | 2018-19       | 27    | 4     | 2                | 0                | 7                     | 2                     | 36    | 6     |
| A. S. Roma · Italia          | 1.ª           | 2019-20       | 26    | 6     | 0                | 0                | 7                     | 2                     | 33    | 8     |
| A. S. Roma · Italia          | 1.ª           | 2020-21       | 0     | 0     | 0                | 0                | 0                     | 0                     | 0     | 0     |
| A. S. Roma · Italia          | 1.ª           | 2021-22       | 28    | 2     | 2                | 0                | 12                    | 6                     | 42    | 8     |
| A. S. Roma · Italia          | 1.ª           | 2022-23       | 13    | 1     | 1                | 0                | 3                     | 1                     | 17    | 2     |
| A. S. Roma · Italia          | Total club    | Total club    | 94    | 13    | 5                | 0                | 29                    | 11                    | 128   | 24    |
| Galatasaray S. K. Turquía    | 1.ª           | 2022-23       | 10    | 5     | 1                | 0                | ―                     | ―                     | 11    | 5     |
| Galatasaray S. K. Turquía    | 1.ª           | 2023-24       | 0     | 0     | ―                | ―                | 1                     | 0                     | 1     | 0     |
| Aston Villa F. C. Inglaterra | 1.ª           | 2023-24       | 25    | 2     | 4                | 0                | 10                    | 1                     | 39    | 3     |
| Aston Villa F. C. Inglaterra | Total club    | Total club    | 25    | 2     | 4                | 0                | 10                    | 1                     | 39    | 3     |
| Atalanta B. C. · Italia      | 1.ª           | 2024-25       | 14    | 2     | 2                | 0                | 7                     | 1                     | 23    | 3     |
| Atalanta B. C. · Italia      | Total club    | Total club    | 14    | 2     | 2                | 0                | 7                     | 1                     | 23    | 3     |
| ACF Fiorentina · Italia      | 1.ª           | 2024-25       | 9     | 0     | ―                | ―                | 4                     | 0                     | 13    | 0     |
| ACF Fiorentina · Italia      | Total club    | Total club    | 9     | 0     | 0                | 0                | 4                     | 0                     | 13    | 0     |
| Galatasaray S. K. Turquía    | 1.ª           | 2025-26       | 2     | 0     | 0                | 0                | 0                     | 0                     | 2     | 0     |
| Galatasaray S. K. Turquía    | Total club    | Total club    | 12    | 5     | 1                | 0                | 1                     | 0                     | 14    | 5     |
| Total carrera                | Total carrera | Total carrera | 161   | 22    | 12               | 0                | 51                    | 13                    | 224   | 35    |
| 1. 2.                        |               |               |       |       |                  |                  |                       |                       |       |       |

### Selección nacional
| Absoluta · Italia                                                                                                | 2019          | — | — | — | 5 | 2 | 1 | — | — | — | 5 | 2 | 1 |
| Absoluta · Italia                                                                                                | 2020          | — | — | — | 2 | 0 | 0 | — | — | — | 2 | 0 | 0 |
| Total carrera | Total carrera | 0 | 0 | 0 | 7 | 2 | 1 | 0 | 0 | 0 | 7 | 2 | 1 |
| (1) Incluye los partidos de clasificación para la Eurocopa y el Mundial, Eurocopa y Liga de Naciones de la UEFA. |               |   |   |   |   |   |   |   |   |   |   |   |   |

### Resumen estadístico
|                       | Partidos | Goles | Asist. | Promedio |
| --------------------- | -------- | ----- | ------ | -------- |
| Liga                  | 60       | 10    | 5      | 0,17     |
| Copas nacionales      | 2        | 0     | 0      | 0,00     |
| Copas internacionales | 14       | 4     | 1      | 0,29     |
| Selección de Italia   | 7        | 2     | 1      | 0,29     |
| Total                 | 83       | 16    | 7      | 0,19     |

## Palmarés

### Títulos nacionales
| Título               | Club              | País    | Año  |
| -------------------- | ----------------- | ------- | ---- |
| Superliga de Turquía | Galatasaray S. K. | Turquía | 2023 |

### Títulos internacionales
| Título                             | Club       | Sede   | Año  |
| ---------------------------------- | ---------- | ------ | ---- |
| Liga Europa Conferencia de la UEFA | A. S. Roma | Tirana | 2022 |

### Distinciones individuales
| Distinción                           | Año     |
| ------------------------------------ | ------- |
| Mejor futbolista joven de la Serie A | 2018-19 |